# Cultures antiques de l'Égypte
Les cultures de l'Égypte sont le fruit de plus de 5 000 ans d'histoire. L’Égypte antique fait partie des plus anciennes civilisations. Durant de nombreux millénaires, l’Égypte est incroyablement complexe et stable ce qui influença des cultures plus tardives d'Europe, du Moyen-Orient et d'Afrique. Après l'ère pharaonique, elle a elle-même été influencée par l’hellénisme, le christianisme, puis l'islam. De nos jours, de nombreux aspects de la culture égyptienne sont en interaction avec des éléments plus modernes, en particulier l'influence de l'Occident.

## La langue égyptienne
La langue égyptienne, qui est une branche de la famille des langues afro-asiatiques, fait partie des premières langues écrites et est connue pour ses inscriptions en hiéroglyphes préservées sur les monuments, les céramiques et les papyrus. Le copte, la dernière version de la langue égyptienne, est aujourd'hui le langage liturgique de l'Église copte orthodoxe.
Les hiéroglyphes étaient écrits sur les façades des maisons, de sorte que les nouvelles du Pharaon pouvaient être vues par tous.
Le dialecte Koinè, venant du grec, était important dans l'Alexandrie hellénistique et était utilisé dans la philosophie et la science de cette culture et fut plus tard étudié par l'intelligentsia arabe.
La langue arabe arriva en Égypte au VIIe siècle et l'arabe égyptien est devenu la langue moderne du pays. Parmi les nombreuses variétés de l'arabe, il est le second dialecte le plus largement parlé, dû à l'influence du cinéma et des médias égyptiens dans le monde arabe.
Dans la haute vallée du Nil, proche de Kôm Ombo et Assouan, 300 000 personnes parlent le nubien, principalement les Nubiens eux-mêmes. Les langues berbères sont représentées en Égypte par le siwi, langue parlée par environ 25 000 personnes aux alentours de l'oasis de Siwa. On trouve aussi près de 230 000 personnes parlant le domari (une langue indo-iranienne proche de la langue tzigane), vivant principalement au nord du Caire.

## Littérature

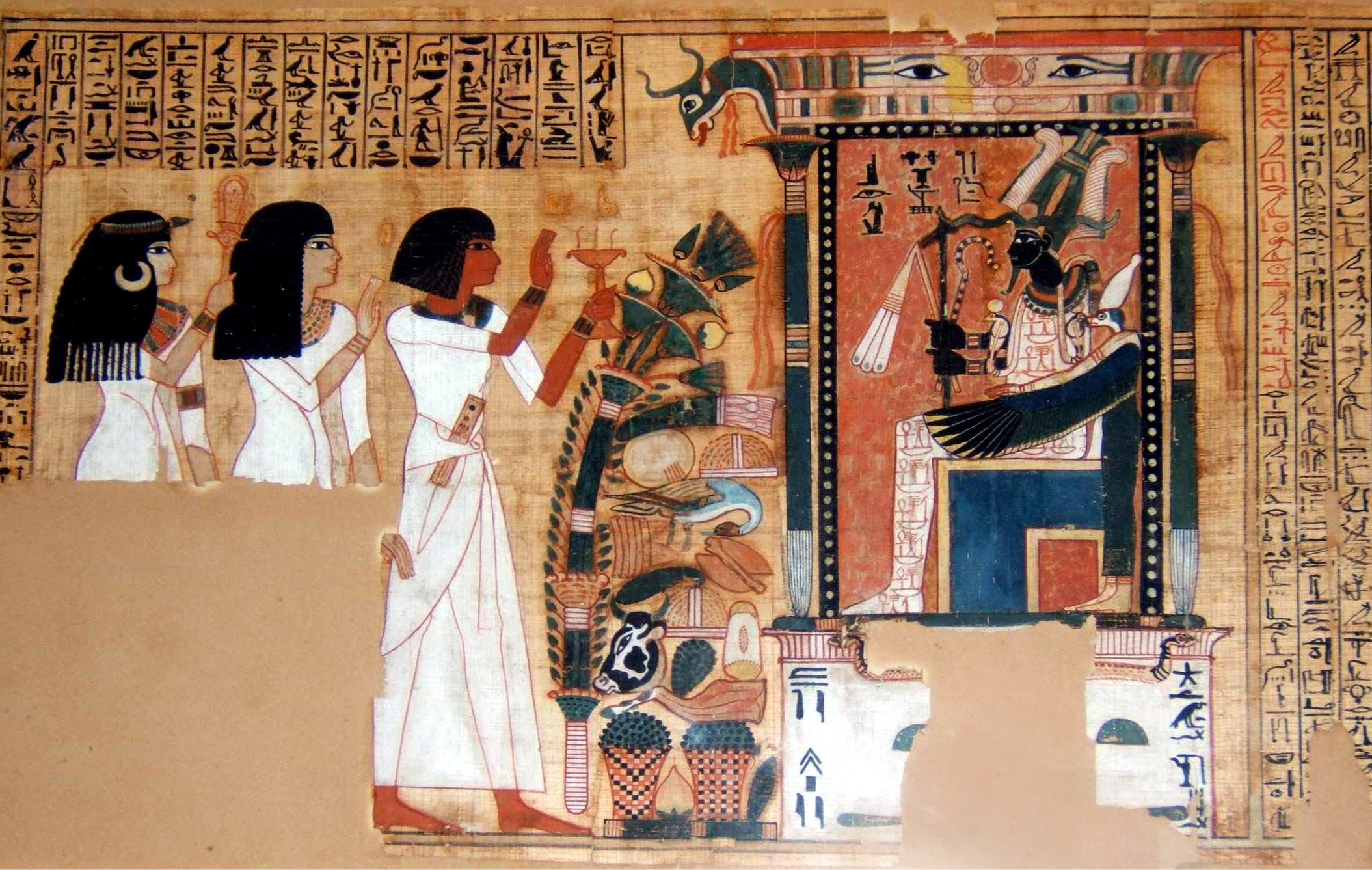
Exemplaire du Livre des Morts du scribe Nebqed

L'ancienne littérature égyptienne date de l'Ancien Empire, au troisième millénaire avant notre ère. La littérature religieuse est la plus connue pour ses hymnes sur les différents dieux et ses textes mortuaires. La plus ancienne littérature égyptienne existant encore sont les textes des pyramides : la mythologie et les rites gravés autour des tombes des rois et des pharaons. Plus tard, une littérature laïque de l’Égypte antique apparut comprenant les textes dits « de sagesse » et des formes de livres d'enseignement philosophique. L'Enseignement de Ptahhotep, par exemple, est un résumé non exhaustif des citations morales égyptiennes écrites pas ce fonctionnaire égyptien. Les auteurs de la littérature de l'Ancien et du Moyen Empire (jusqu'au milieu du deuxième millénaire avant notre ère) semblent appartenir à une classe administrative de l'élite égyptienne. Ils étaient célébrés et vénérés du temps du Nouvel Empire (jusqu'à la fin du deuxième millénaire). Dans le temps, les Textes des pyramides sont devenus les Textes des sarcophages (sûrement après la fin de l'Ancien Empire), et enfin la littérature mortuaire créa son chef-d'œuvre, le Livre des morts des Anciens Égyptiens, au cours du Nouvel Empire.
Le Moyen Empire fut l'âge d'or de la littérature égyptienne.